# Załęcze Wielkie
Załęcze Wielkie (pierwotnie Załęcze ) – wieś w Polsce położona w województwie łódzkim, w powiecie wieluńskim, w gminie Pątnów. Leży na terenie Załęczańskiego Parku Krajobrazowego, nad rzeką Wartą.

## Historia
Miejscowość historycznie należy do ziemi wieluńskiej oraz pierwotnie związana była z Wielkopolską. Ma metrykę średniowieczną i istnieje co najmniej od XIV wieku. Wymieniona pierwszy raz w dokumencie zapisanym po łacinie w 1357 jako „Zalancz” leżąca w „terra Velusiensis” (łac. w ziemi wieluńskiej), a w „1511 Zalacze maior” .
Miejscowość została odnotowana w historycznych dokumentach własnościowych, prawnych i podatkowych. W
1357 wymieniona została jako własność arcybiskupów gnieźnieńskich. W 1364 Mateusz, kasztelan rozpierski, sprzedał niejakiemu Marcinowi za 15 grzywien sołectwo we wsi Załęże z 2 łanami, karczmą, trzecim denarem, młynem oraz innym majątkiem. W 1511 wieś leżała w powiecie wieluńskim i liczyła 10 łanów kmiecych na 3 polach, z tego 5 łanów było opustoszałych. Mieszkańcy płacili czynsz po donicy miodu oraz w ramach dziesięciny prepozytowi wieluńskiemu po 3 grosze z łanu. Od Parzymiechów i Jaworzna miejscowość oddzielały bory, a od Dzietrznik rzeka Grabowa. Chłopi wnosili skargi o zajęcie im koni i bydła. W 1518 miejscowość liczyła 6 łanów. W 1520 leżała w parafii Łaszów. Mieszkańcy uiszczali dziesięcinę po 4 rączki miodu prepozytowi wieluńskiemu. W 1552 we wsi gospodarowało 9 kmieci, a jeden łan należał do sołtysa. W miejscowości stała karczma, do której przynależał jeden łan. Wybudowana została także nowa kuźnica. W 1553 we wsi odnotowano 5 łanów. W 1563 własność kapituły katedralnej gnieźnieńskiej. Wieś liczyła 8 kmieci gospodarujących na 8 łanach. Jeden łan należał do karczmarza, a dwa kolejne do sołtysa. Dokument odnotował, że kowal Grabowski kupił za 100 grzywien kolejną kuźnicę i płacił z niej 9,5 grzywny oraz wóz żelaza rocznie .
W końcu XVI wieku wieś w powiecie wieluńskim województwa sieradzkiego. W latach 1975–1998 miejscowość administracyjnie należała do województwa sieradzkiego.
Początkowo miejscowość usytuowana była tylko na prawym brzegu Warty, lecz z powodu częstych wylewów rzeki jej mieszkańcy postanowili przenieść się na lewy brzeg, aby uniknąć dalszych powodzi ich gospodarstw. Po dawnej wsi pozostała osada nazwana Piaskami z kilkoma zagrodami, pozostałości dawnych zabudowań oraz cmentarz choleryczny.
We wsi stoi kościół Matki Boskiej Częstochowskiej z 1981.

## Geologia
W okolicach Załęcza Wielkiego znajdują się opuszczone kamieniołomy, w których odsłaniały lub odsłaniają się skały jurajskie (oksfordzkie). Znaleziono w nich skamieniałości krokodylomorfa, należącego do nadrodziny Teleosauroidea.

## Ośrodek harcerski
W Załęczu Wielkim znajduje się Ośrodek Szkoleniowo-Wypoczynkowy ZHP „Nadwarciański Gród”, dawniejsza Centralna Szkoła Instruktorów Harcerskich ZHP „Nadwarciański Gród”. W dniach 1–3 czerwca 2007 w Załęczu Wielkim obradował XXXIV Zjazd Nadzwyczajny ZHP.

## Galeria

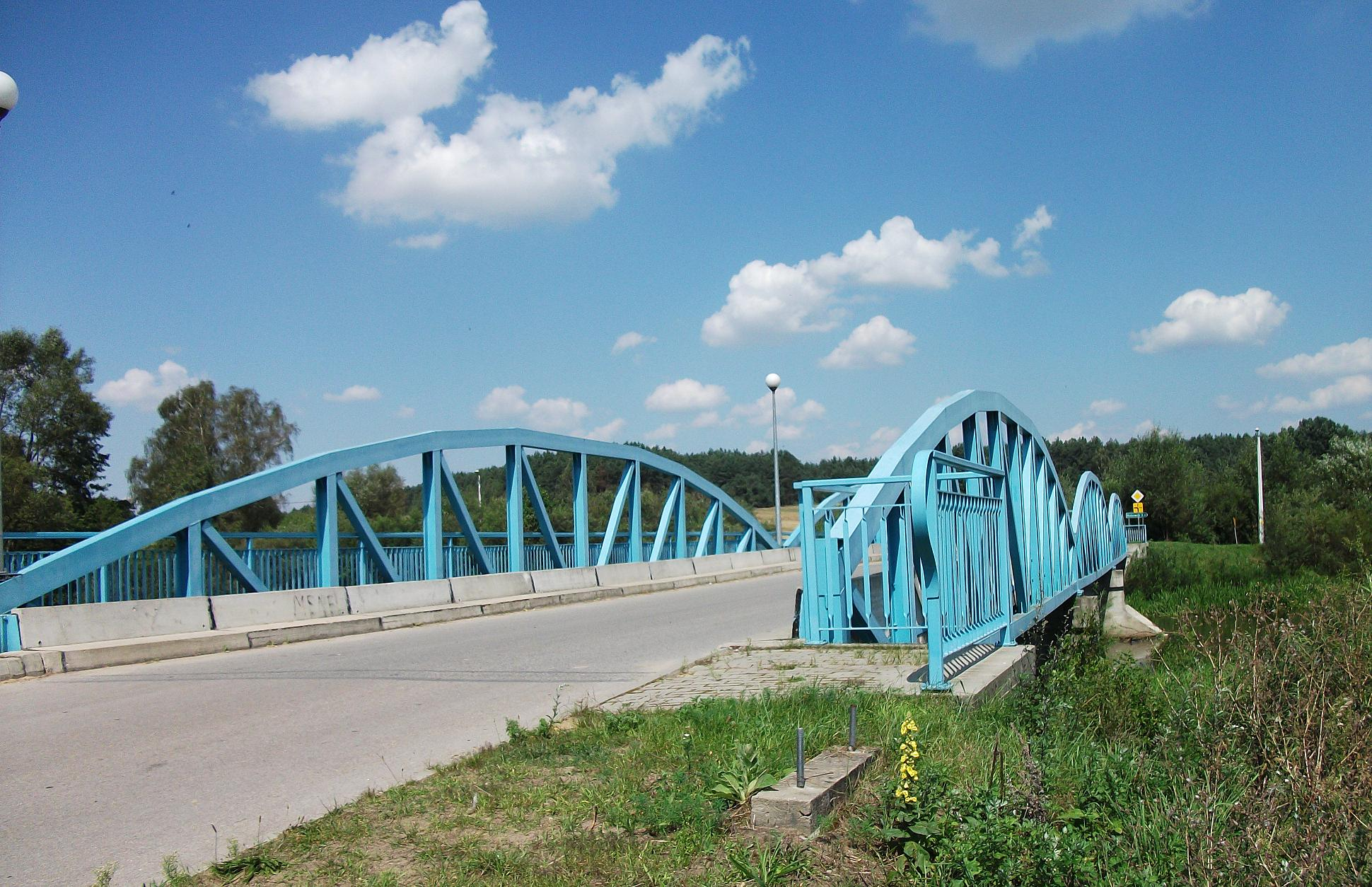
Most w Załęczu Wielkim
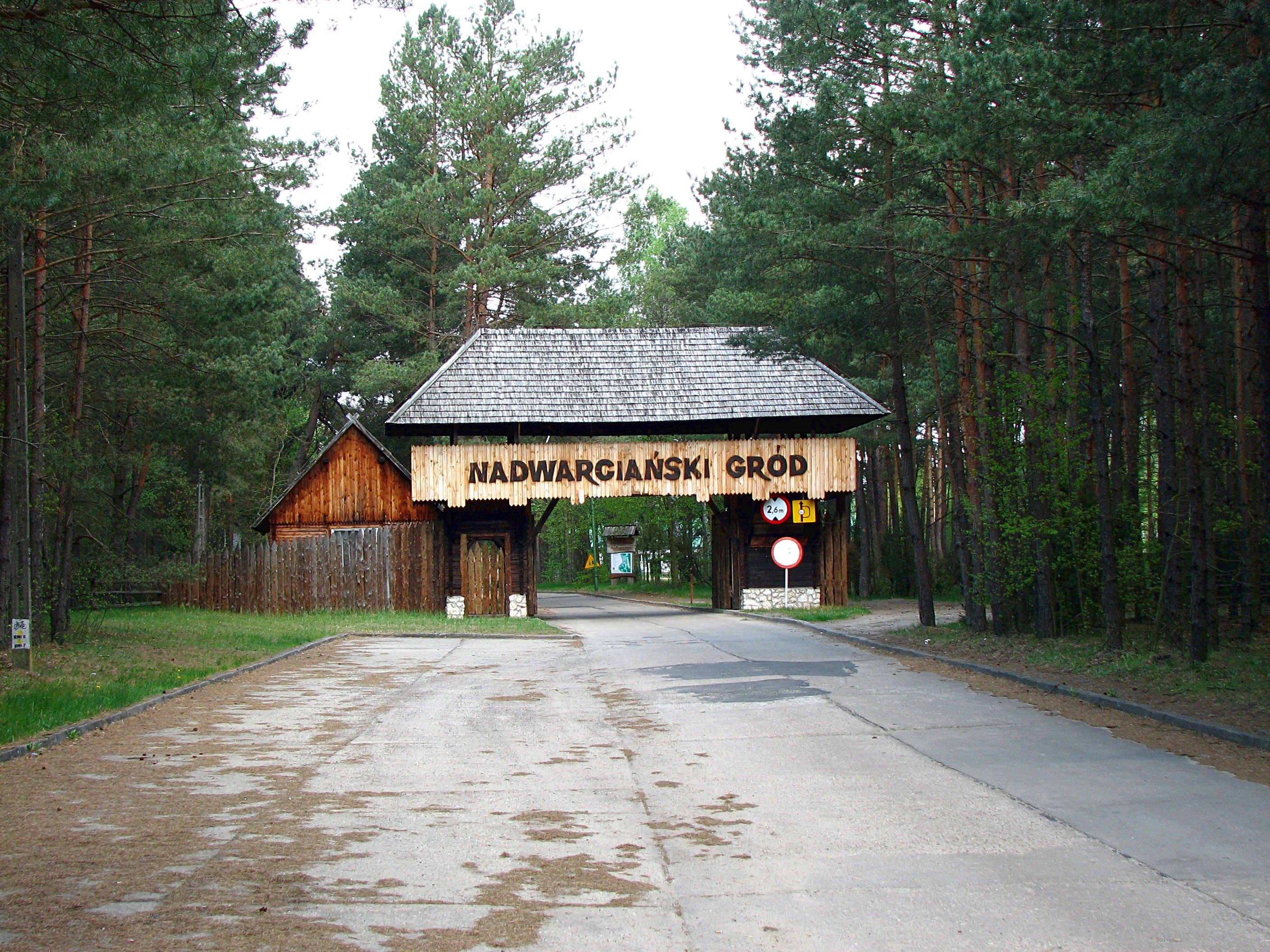
Wjazd do Ośrodka Szkoleniowo-Wypoczynkowego ZHP „Nadwarciański Gród”